# Gürkaynak, Aşkale
Gürkaynak là một xã thuộc huyện Aşkale, tỉnh Erzurum, Thổ Nhĩ Kỳ. Dân số thời điểm năm 2011 là 48 người.